# Seleção Jamaicana de Voleibol Feminino
A Seleção Jamaicana Feminina de Voleibol é a seleção nacional feminina de vôlei de quadra da Jamaica. É administrada pela Federação de Voleibol da Jamaica, e desde 1968 também pela Associação Zonal Caribenha de Voleibol (CAZOVA) e  NORCECA; este selecionado representa a Barbados nas competições internacionais de vôlei..

## Histórico
Em participações nas edições do Campeonato Caribenho de Voleibol sagrou-se vice-campeã nos anos de 1996,2004 e 2014.